# Norda Mullen
Norda Mullen (Savannah, 26 aprile 1960) è una flautista, chitarrista e cantante statunitense.

## Biografia
È una poliedrica strumentista. Oltre a suonare il flauto e la chitarra, tra i vari strumenti da lei suonati c'è anche il basso. Con il gruppo Bahu-Rang ha prodotto il disco Just Try to Walk, nel quale, oltre al consueto flauto, canta e suona il basso.
Quando nel 2002 il membro fondatore dei The Moody Blues Ray Thomas, flautista e cantante, ha lasciato il gruppo, Norda Mullen è stata chiamata a prendere il suo posto. Con i Moody Blues dal 2003, ha suonato negli album December (2003),  Lovely to See You: Live (2005) e Days of Future Passed Live.